# Guaraní Open
Die Guaraní Open sind offene internationale Meisterschaften von Paraguay im Badminton. Sie wurden erstmals im Juni 2025 ausgetragen und haben den Status einer BWF Future Series.

## Die Sieger
| Saison | Herreneinzel | Dameneinzel    | Herrendoppel               | Damendoppel             | Mixed                    |
| ------ | ------------ | -------------- | -------------------------- | ----------------------- | ------------------------ |
| 2025   | Dhruv Negi   | Namie Miyahira | Clarence Chau Wong Yan Kit | Johnna Rymes Eyota Kwan | Clarence Chau Eyota Kwan |